# Soule (Region)

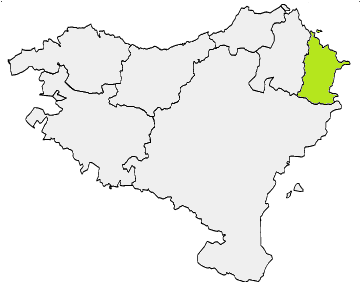
Lage von Soule im Baskenland

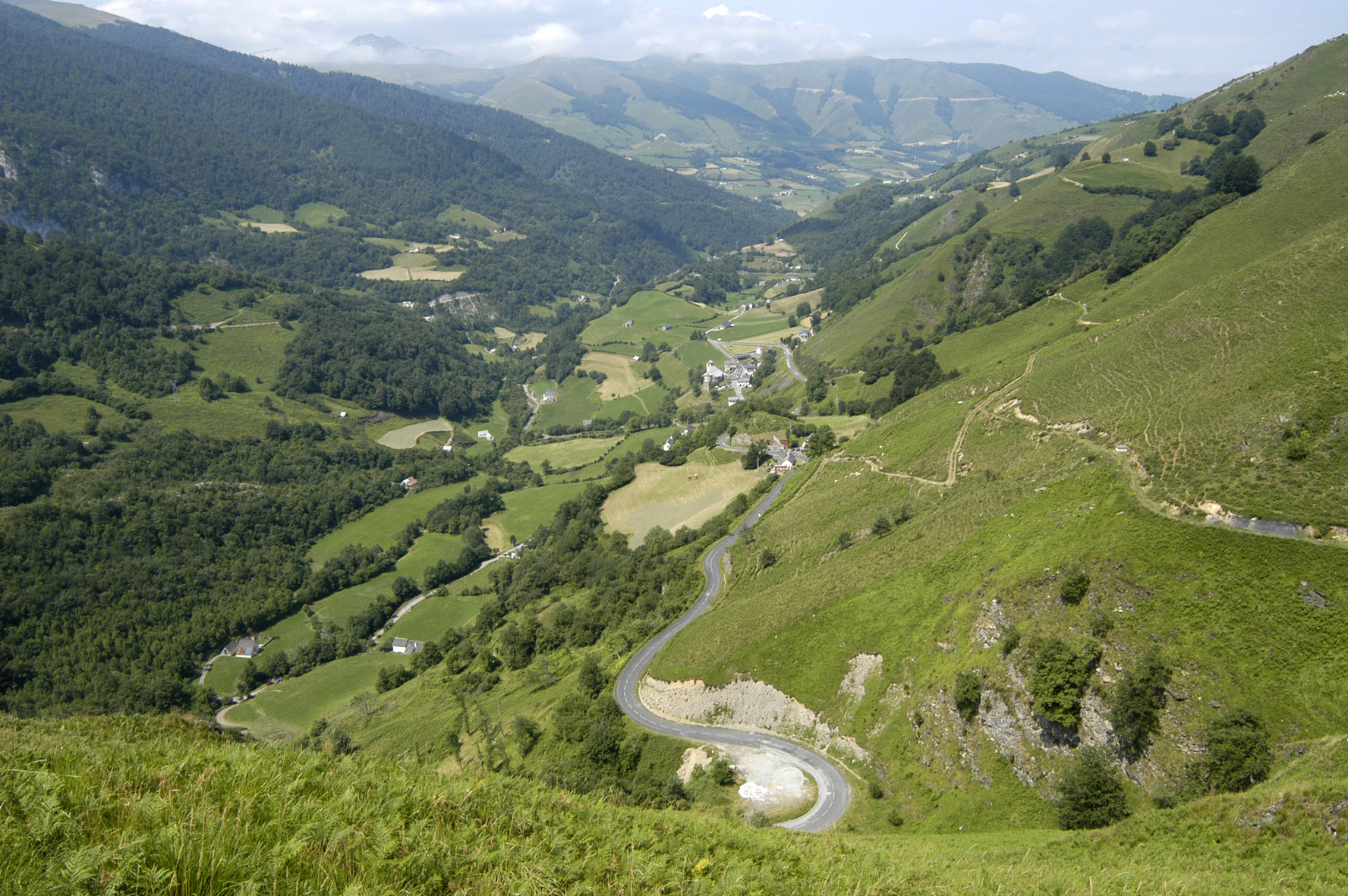
Tal von Sainte-Engrâce

Soule (baskisch Zuberoa oder Xiberoa; Xiberua im lokalen Dialekt) ist die kleinste der sieben historischen Provinzen des Baskenlandes bzw. der drei ehemaligen Provinzen in dessen französischem Teil. Sie hat in der Gegenwart keine offiziellen Status als politische oder administrative Einheit; ihr Gebiet ist Teil des Départements Pyrénées-Atlantiques.

## Bevölkerung
Die Region Soule hat ungefähr 15.000 Einwohner bei einer Fläche von ca. 785 km², ihre historische Hauptstadt ist Mauléon-Licharre (baskisch: Maule oder Maule-Lextarre). Die Einwohner werden Souletins (französisch) und Zuberotarrak (baskisch) genannt.
Größte Orte sind Mauléon-Licharre (ca. 3.000), Chéraute (ca. 1.000), Viodos-Abense-de-Bas (ca. 750) und Barcus (ca. 650).

## Wirtschaft
Die wirtschaftlichen Aktivitäten konzentrieren sich auf die Landwirtschaft (Weidewirtschaft und Käseproduktion). Unter den regionaltypischen Handwerken findet sich vor allem die Produktion von Espadrilles.

## Verkehr
Von 1920 bis 1931 diente die Waldbahn Haute-Soule dem Langholztransport aus den Wäldern bei Sainte-Engrâce und Larrau.

## Geschichte
Die Region Soule gehörte mehrere hundert Jahre lang zur von Kaiser Augustus gegründeten römischen Provinz Gallia Aquitania. Im Jahr 1023 wurde die Vizegrafschaft Soule von Sancho VI., dem Herzog der Gascogne, installiert; diese hatte Bestand bis zum Jahr 1261, als der letzte Vicomte das Gebiet an Edward I. von England abtrat. Im Hundertjährigen Krieg (1337–1453) stand das Gebiet unter englischer Herrschaft; diese endete im Jahr 1449, als Gaston IV., der Graf von Foix das Gebiet für die französische Krone zurückeroberte. Danach trat die nur dünn besiedelte ehemalige Provinz Soule nur noch einmal, nämlich beim sogenannten Matalas-Aufstand (1661), aus dem Schatten der Geschichte heraus.

## Sehenswürdigkeiten
Für das Gebiet der Soule typisch sind die einschiffigen Kirchenbauten des 16. und 17. Jahrhunderts mit einem Clocher trinitaire. Auf vielen Friedhöfen finden sich noch die typischen scheibenförmigen Grabsteine des Baskenlandes (hilarri).